# Balesmes-sur-Marne
Balesmes-sur-Marne ist eine ehemalige Gemeinde und heutige Commune déléguée mit 232 Einwohnern (Stand 1. Januar 2022) im französischen Département Haute-Marne in der Region Grand Est. Die Gemeinde wurde mit Wirkung vom 1. Januar 2016 nach Saints-Geosmes eingemeindet, so dass die Commune nouvelle Saints-Geosmes entstand. 
Balesmes-sur-Marne liegt auf dem Plateau von Langres; dort entspringt die Marne. Nachbarorte von Balesmes-sur-Marne sind Saint-Vallier-sur-Marne im Norden, Chalindrey im Osten, Noidant-Chatenoy im Süden, Cohons im Südwesten und die Commune déléguée Saints-Geosmes im Westen. 

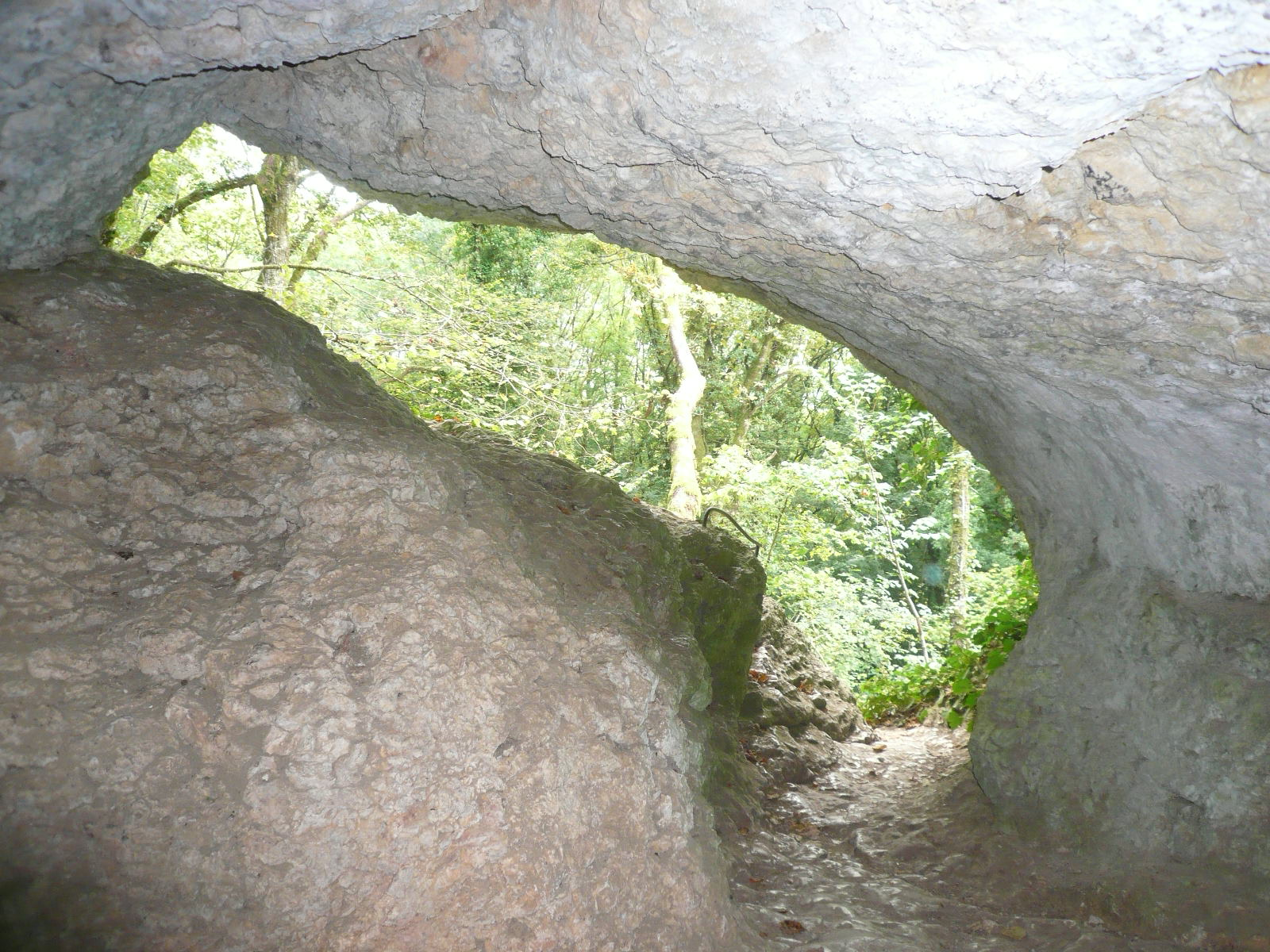
Grotte von Sabinus
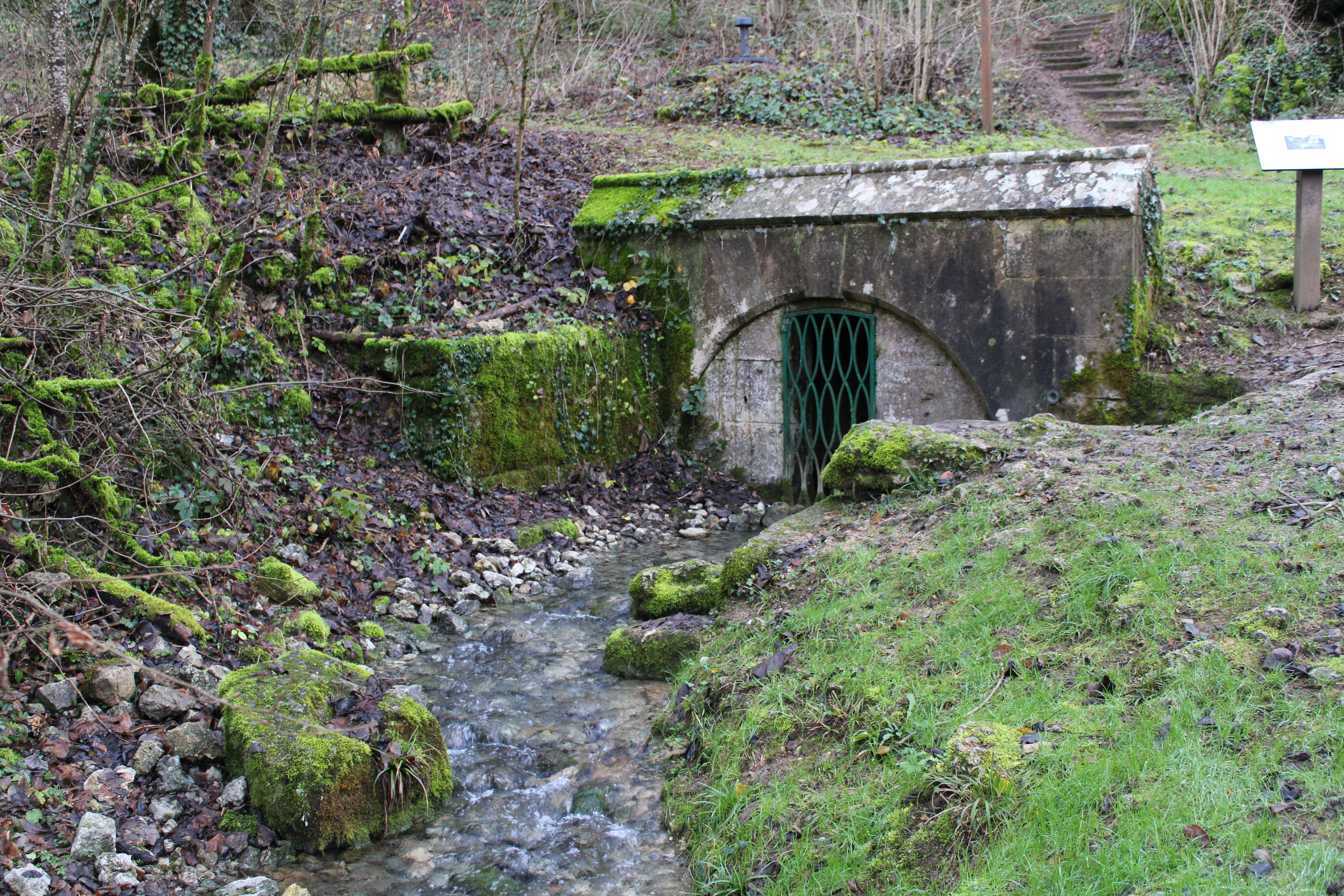
Quelle der Marne

## Bevölkerungsentwicklung
| Jahr      | 1962 | 1968 | 1975 | 1982 | 1990 | 1999 | 2008 | 2017 |
| --------- | ---- | ---- | ---- | ---- | ---- | ---- | ---- | ---- |
| Einwohner | 234  | 228  | 194  | 247  | 250  | 247  | 262  | 239  |